# 트라이어드 (영화)
트라이어드(搖呀搖! 搖到外婆橋, Shanghai Triad)는 프랑스에서 제작된 장예모 감독의 1995년 드라마, 범죄 영화이다. 공리 등이 주연으로 출연하였고 이브 마리온 등이 제작에 참여하였다.

## 출연

### 주연
- 공리

### 조연
- 이보전
- 이설건
- 쑨춘
- 왕소요

## 제작진
- 미술: 카오